# ALBUM.
『ALBUM.』（アルバム）は、和田唱の2作目のオリジナル・アルバム。2020年4月22日にTRYNITY ARTISTより発売。

## 概要
前作より約1年半ぶりとなる2作目のソロ・アルバム。今作も収録曲の全ての楽器の演奏（「ココロ」のストリングスを除く）を和田が1人でレコーディングした。自身初のライブBlu-ray『一人宇宙旅行～ライヴ・イン・ブリッツ～』、同じくTRICERATOPSのメンバーである吉田佳史のソロ・アルバム『CHARGE』と同時リリース。
ジャケット写真は、父・和田誠が1978年に撮影した、唱と母・平野レミが写った写真である。前作同様、ジャケット写真は発売日まで未公表であった。当初はCDを店頭に並べて初公開という形になる予定だったが、発売時は新型コロナウイルスの影響により全国のCDショップの多くが閉店していたため、発売日に合わせてインターネット上で公開された。

## 収録曲
全作詞・作曲・編曲：和田唱
1. ココロ
2. シャンデリア
ライブ会場限定シングル「さよならじゃなかった」カップリング曲
3. 世界が変わったアフターヌーン
4. Game E
5. さよならじゃなかった
今作発売の前年に開催されたソロツアー「一人宇宙旅行～アイ ココロ 経由編」のライブ会場限定で先行シングルとして発売された。
6. ドルフィン
7. 薔薇のつぼみ
8. Once Upon A Time
9. アイ
リリックビデオが作成された。
10. Heiki Heiki
11. 笑顔でいるのが僕の役割り